# Одоевская, Евдокия Романовна
Евдоки́я Рома́новна Одо́евская († 9 октября 1569) — княжна из рода Одоевских, вторая жена удельного старицкого князя Владимира Андреевича.
Имела: брата Никиту Романовича и сестру Анну — жена князя Бориса Ивановича Мезецкого.

## Биография
Дочь воеводы Романа Одоевского. 28 апреля 1555 года стала женой князя Владимира Старицкого, двоюродного брата царя Ивана IV. Пострадала вместе с мужем в ходе опричных репрессий Ивана Грозного. По сообщению Генриха Штадена «великий князь открыто опоил отравой князя Володимира Андреевича; а женщин велел раздеть донага и позорно расстрелять стрельцам». По сообщению Пискаревского летописца начала XVII века: «…заехал князь велики на ям на Богону и тут его опоил зелием и со княгинею и з дочерию большею. А сына князя Василия и меньшую дочь пощадил». Версию отравления княгини Евдокии вместе с мужем поддерживает и историк Н. М. Карамзин:

…супруга его, Евдокия (родом Княжна Одоевская), умная, добродетельная — видя, что нет спасения, нет жалости в сердце губителя — отвратила лице своё от Иоанна, осушила слезы и с твердостию сказала мужу: «Не мы себя, но мучитель отравляет нас: лучше принять смерть от Царя, нежели от палача». Владимир простился с супругою, благословил детей и выпил яд: за ним Евдокия и сыновья.

Евдокия приходилась двоюродной сестрой князю Андрею Курбскому. В своих письмах к царю Ивану IV князь Андрей писал: «сестру мою силой от меня взял и отдал за того брата своего». Также в своей «Истории о великом князе Московском» Андрей Курбский сообщает:

тогда же повелел он расстрелять из ружей жену брата своего Евдокию, княжну Одоевскую, тоже воистину святую и кроткую, в Священном Писании и божественном пении искусную, а с нею двух младенцев, сыновей брата, от неё рожденных; один — Василий — десяти лет, а другой еще моложе.

Евдокия была погребена в Вознесенском соборе Московского Кремля. В 1930 году останки перенесли в подвальную палату Архангельского собора.

## Дети
1. Мария (до 1560 — 9 октября 1569)

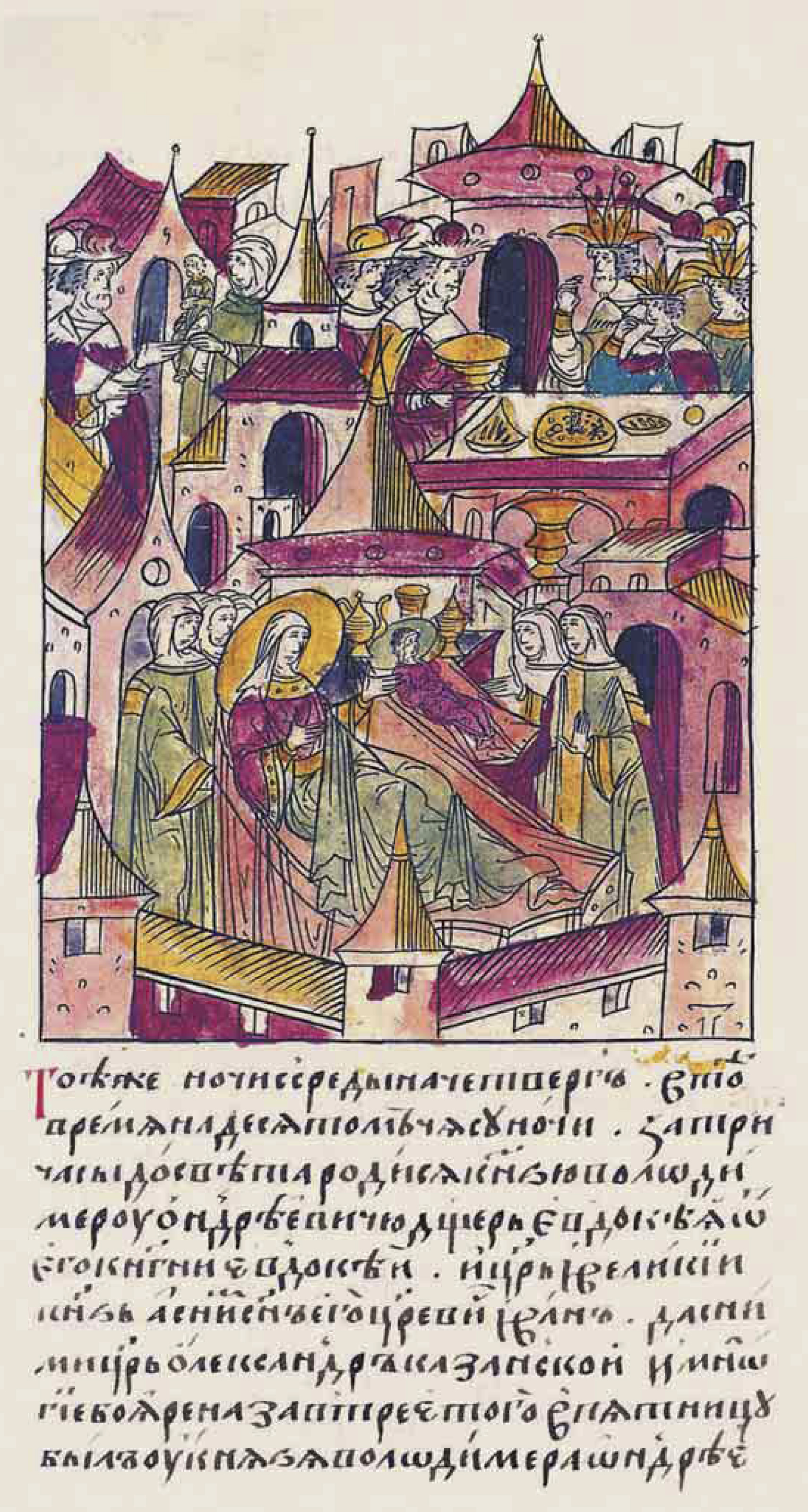
Рождение дочери Евдокии

2. Старицкая Мария Владимировна (1560—1617)
3. Евдокия Владимировна (1561 — 20 ноября 1570)
4. Старицкий Юрий Владимирович (1563—1569)
5. Старицкий Иван Владимирович (1569—1569)
6. Анастасия (? — 7 января 1568)
7. Татьяна (? — 8 января 1564)

## Образ в культуре
- Телесериал «Иван Грозный» (2009 год, режиссёр А. Эшпай). В роли княгини Евдокии Анна Рудь. Сцена убийства семьи князя Старицкого основана на версии Н. М. Карамзина.